# 제40전투항공여단
제40전투항공여단(40th Combat Aviation Brigade), 정식 명칭 제40보병사단, 전투항공여단(Combat Aviation Brigade, 40th Infantry Division)은 미국 육군 캘리포니아 국가방위대 소속제40보병사단의 전투항공여단이다.

## 역사
1986년 4월 30일에 구상되어, 그 해 9월 30일 프레스코에서 연방에 승인을 받으므로서 조직되었다.
2006년 9월 일에 제140항공연대, D중대와 통합되어 전투항공여단으로 재편성되었다.
2010년 11월 28일부터 2012년 1월 1일까지 연방군의 통제를 받았다.

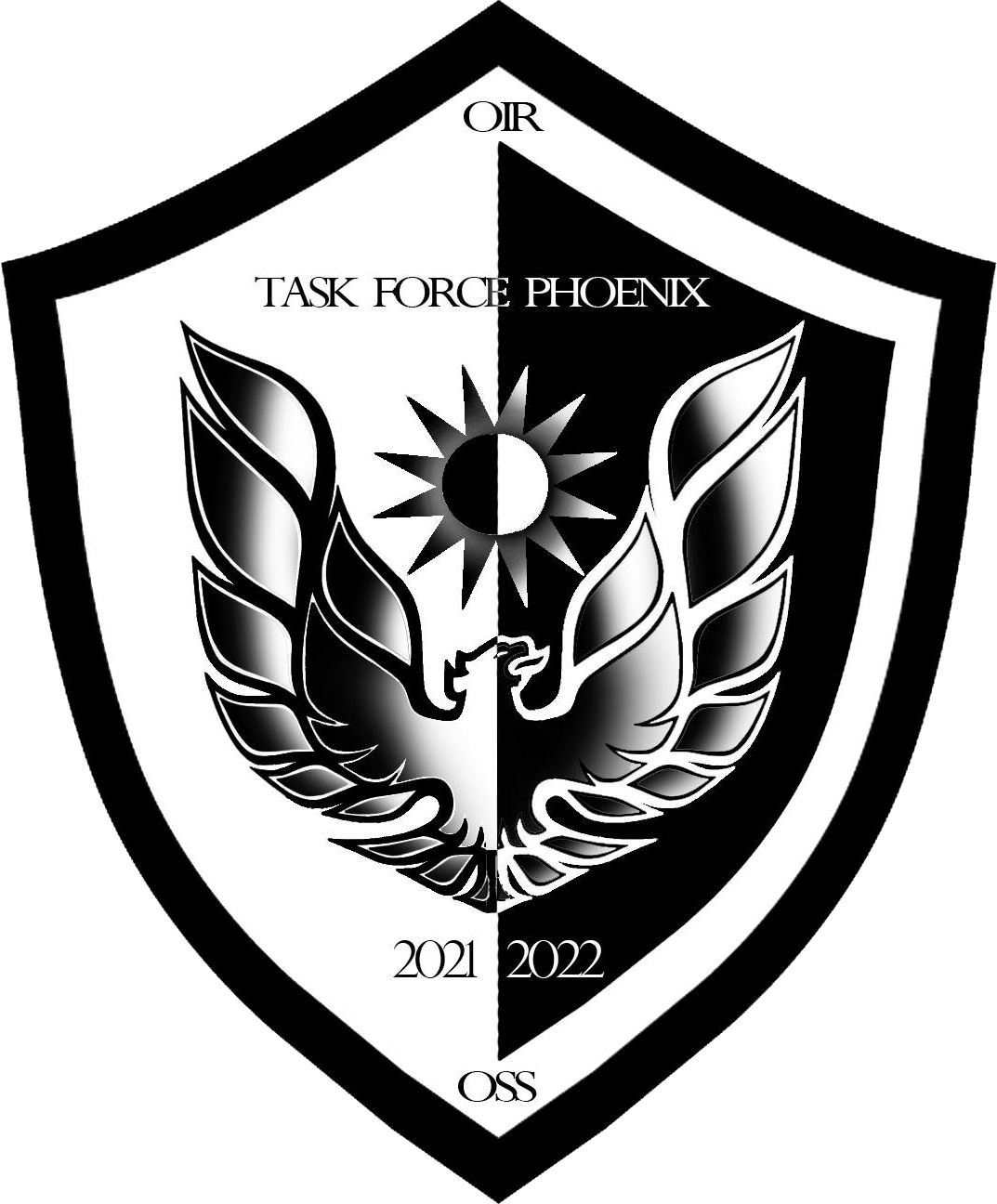
제40전투항공여단에서 2021년-2022년 동안 채용한 태스크포스 피닉스 (2021-2022)의 인식표

## 부대
- 본부 및 본부중대
- 제140항공연대, 1대대 (강습)
- 제140항공연대, 3대대 (지원/보안)
- 제168항공연대, 1대대 (종합지원) (WA NG)
- 제211항공연대, 1대대 (공격/정찰)
- 제640항공지원대대

## 기록

### 계보
- 1986년 4월 30일, Headquarters and Headquarters Company, Aviation Brigade, 40th Infantry Division
캘리포니아 육군 국가방위대에 배정됨.
→제40보병사단, 항공여단, 본부 및 본부중대
- 2006년 9월 1일, Headquarters and Headquarters Company, Combat Aviation Brigade, 40th Infantry Division
→제40보병사단, 전투항공여단, 본부 및 본부중대

별지
- 2002년 11월 1일, Company D, 140th Aviation
캘리포니아 육군 국가방위대에 배정됨.
→제140항공, D 중대
- 2005년 10월 1일, 140th Aviation Regiment
→제140항공연대
- 제140항공연대는 제40보병사단, 전투항공여단, HHC와 병합됨.

### 참전
| 스트리머      | 내역 |
| ------------- | ---- |
| 테러와의 전쟁 |      |

## 참고
- “General Orders No. 2013–63”. 《Center of Military History》 (영어). 2017년 5월 19일. 2021년 3월 4일에 확인함.